# Giuseppe Leonardi (atleta)
Giuseppe Leonardi (Catania, 31 luglio 1996) è un velocista italiano, specializzato nei 400 metri piani.
In carriera ha vinto la medaglia d'argento con la staffetta 4×400 metri agli Europei juniores di Eskilstuna 2015.

## Biografia
Assente ai campionati italiani cadetti nel biennio di categoria 2010-2011.
Doppia medaglia agli italiani allievi del 2012, con l'oro nella staffetta 4×400 m ed il bronzo sui 400 m.
Nel 2013 gareggia sia agli assoluti di Milano (fuori in batteria) che agli italiani allievi (quarto posto).
Prima partecipazione ad una rassegna internazionale sempre nel 2013 con i Mondiali allievi di Donec'k in Ucraina (semifinale nei 400 m e squalifica nella batteria della staffetta svedese).
Due medaglie vinte invece alle Gymnasiadi brasiliane a Brasilia nello stesso anno, con il titolo iridato nella staffetta svedese ed il bronzo sui 400 m.
Ha saltato l'intera stagione 2014.
Vicecampione continentale con la staffetta 4×400 m agli Europei juniores di Eskilstuna 2015 in Svezia.
Ai campionati italiani juniores vince il suo primo titolo individuale giovanile sui 400 m.
Agli assoluti di Torino ha gareggiato sia nella prova individuale (fuori in batteria sui 400 m) che di squadra (quarto posto con la staffetta 4×400 m a soli 2 centesimi dal bronzo della CUS Pro Patria Milano).
Nel 2016 vince il suo primo titolo nazionale al coperto, conquistando l'oro sui 400 m agli italiani promesse indoor. Lo stesso anno, nel giro di pista, si laurea campione italiano promesse outdoor e vicecampione italiano assoluto, arrivando dietro Matteo Galvan che in finale stabilisce il nuovo record italiano.

## Progressione

### 400 metri piani
| Stagione | Tempo | Luogo    | Data       | Rank. Mond. |
| -------- | ----- | -------- | ---------- | ----------- |
| 2021     | 46"88 | Rovereto | 26-6-2021  |             |
| 2020     | 47"40 | Tivoli   | 5-7-2020   |             |
| 2019     | 46"49 | Firenze  | 15-6-2019  |             |
| 2018     | 47"08 | Agropoli | 2-6-2018   |             |
| 2017     | 46"19 | Firenze  | 10-6-2017  |             |
| 2016     | 46"50 | Napoli   | 21-5-2016  |             |
| 2015     | 47"15 | Rieti    | 13-6-2015  |             |
| 2013     | 47"46 | Brasilia | 30-11-2013 |             |
| 2012     | 49"46 | Firenze  | 30-9-2012  |             |

## Palmarès
| Anno | Manifestazione          | Sede       | Evento            | Risultato  | Prestazione | Note  |
| ---- | ----------------------- | ---------- | ----------------- | ---------- | ----------- | ----- |
| 2013 | Mondiali U18            | Donec'k    | 400 m piani       | Semifinale | 48"10       | [ 1 ] |
| 2013 | Mondiali U18            | Donec'k    | Staffetta svedese | Batteria   | dq          | [ 1 ] |
| 2015 | Europei U20             | Eskilstuna | 4×400 m           | Argento    | 3'10"04     | [ 2 ] |
| 2016 | Europei                 | Amsterdam  | 400 m piani       | Batteria   | 47"68       |       |
| 2017 | Europei U23             | Bydgoszcz  | 400 m piani       | Semifinale | 46"60       |       |
| 2017 | Europei U23             | Bydgoszcz  | 4×400 m           | 6º         | 3'07"20     |       |
| 2018 | Giochi del Mediterraneo | Tarragona  | 4×400 m           | Oro        | 3'03"54     |       |
| 2019 | Europei indoor          | Glasgow    | 4×400 m           | 6º         | 3'09"48     |       |
| 2019 | World Relays            | Yokohama   | 4×400 m mista     | 4º         | 3'20"28     |       |
| 2022 | Giochi del Mediterraneo | Orano      | 400 m piani       | Batteria   | 47"01       |       |
| 2022 | Giochi del Mediterraneo | Orano      | 4×400 m           | Argento    | 3'04"55     |       |

## Campionati nazionali
- 1 volta campione nazionale promesse indoor dei 400 m piani (2016)
- 1 volta campione nazionale juniores dei 400 m piani (2015)
- 1 volta campione nazionale allievi della staffetta 4×400 m (2012)

2012
- Bronzo ai campionati italiani allievi (Firenze), 400 m piani - 49"46[3]
- Oro ai campionati italiani allievi (Firenze), 4×400 m - 3'22"66[4]

2013
- In batteria ai campionati italiani assoluti (Milano), 400 m piani - 49"08[5]
- 4º ai campionati italiani allievi (Jesolo), 400 m piani - 49"15[6]

2015
- Oro ai campionati italiani juniores (Rieti), 400 m piani - 47"15[7]
- In batteria ai campionati italiani assoluti (Torino), 400 m piani - 48"24[8]
- 4º ai campionati italiani assoluti (Torino), 4×400 m - 3'12"23[9]

2016
- Oro ai campionati italiani promesse indoor (Ancona), 400 m piani - 48"13[10]

## Altre competizioni internazionali
2013
- Bronzo alle Gymnasiadi ( Brasilia), 400 m piani - 47"46[11]
- Oro alle Gymnasiadi ( Brasilia), staffetta svedese - 1'53"10[11]